# Snowballing

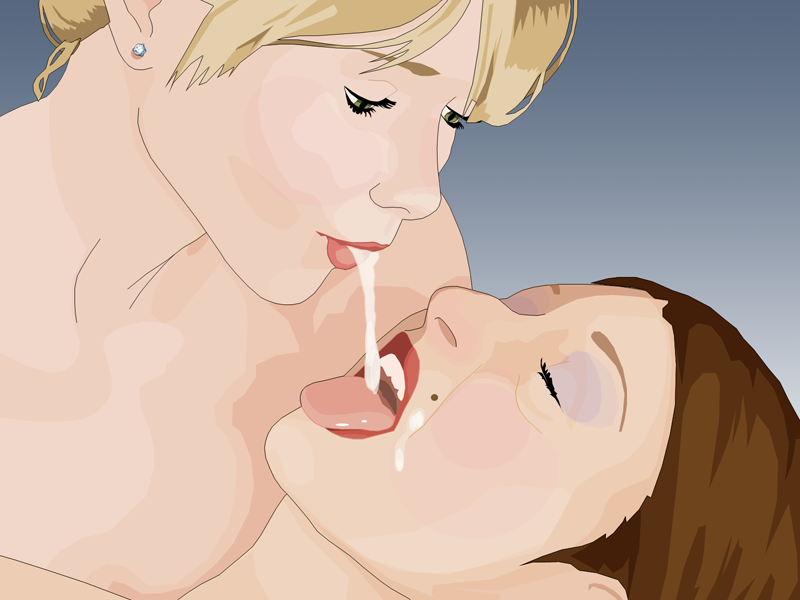
Dues dones practicant snowballing

L'Snowballing és una pràctica sexual humana en el qual una persona té a la seva boca l'esperma d'una altra, i després ho passa a la boca d'una altra amb un petó.
El terme va ser popularitzat per Kevin Smith a la pel·lícula Clerks, en la qual un personatge anomenat Willam Black/Snowball gaudeix d'aquesta pràctica.
La paraula apareix en una altra pel·lícula anomenada Queda't al meu costat, protagonitzada per Julia Roberts.